# Фолюш (Плешевський повіт)
Фолюш (пол. Folusz) — село в Польщі, у гміні Плешев Плешевського повіту Великопольського воєводства.
У 1975-1998 роках село належало до Каліського воєводства.